# 新人クレバ
『新人クレバ』（しんじんクレバ）は、KICK THE CAN CREWのMCであるKREVAの1stソロ・アルバム。2004年11月3日に発売された。発売元はポニーキャニオン。

## 解説
新人クレバとは、KREVAが初めてソロ活動を行った上でKREVAが名乗ったものである。
2006年、2ndアルバム『愛・自分博』が発売された際に、ボーナス・トラックの「Baby dancer」を省いた廉価版「元・新人クレバ」が発売された。
本作は全体を通し自分の自己紹介的なアルバムとなっており、約20個ほど存在したトラックの中から気に入ったものを選び製作された。KICK THE CAN CREWのメンバーとして活動していた2003年から制作が行われており、ソロデビュー前の2004年3月頃にはアルバムが完成していた。

## チャート記録
オリコンチャートではデイリーアルバムチャートに4位に初登場。週間チャートでも4位を記録した。

## 収録曲
特記以外　作詞・作曲・全編曲：KREVA
1. Dr.K
2. DAN DA DAN feat.CUEZERO
  - 作詞・作曲:KREVA,CUEZERO
3. 音色
  - シングル・バージョンとは少し異なる。
4. あ・ら・らTake you home
  - ラテンを取り入れている[8]。
5. お祭りクレバ
6. ファンキーグラマラス feat.Mummy-D from RHYMESTER
  - 作詞・作曲:KREVA,Mummy-D
  - 元々はメロウな曲であったが、ラップを録り終わった後にドラムだけを残し、シンセサイザーを弾き出す感じで作られた[8]。アルバム発売の後、シングルカットされる[9]。
7. スタンド・バイ・ミー feat.KANA from THC!!
自身の理想像の女性を歌詞にした。歌詞とメロディができた後にKANAに客演を依頼した[8]。
8. Skit/Dr.K診療所
次曲｢WAR WAR ZONE｣の紹介の立ち位置のスキットとなっている[8]。
9. WAR WAR ZONE feat.CUE ZERO
  - 作詞・作曲:KREVA,CUEZERO
10. You are the NO.1<Hey DJ> feat.BONNIE PINK
サビが英語の為、英語を歌えるシンガーを考えた時にBONNIE PINKが浮かび、これまで交流はなかったがこの曲でコラボレーションが実現した[8][10]。
11. You know we rule feat.NG HEAD
  - 作詞・作曲:KREVA,NG-HEAD
12. 希望の炎
13. ひとりじゃないのよ<Album Version> feat.SONOMI
  - 作詞・作曲:KREVA,SONOMI
  - アルバム・バージョン。歌詞はシングル・バージョンと変わらないが、歌い直しが行われている。シングル・バージョンのサビではKREVAの声も入っているが、アルバム・バージョンはSONOMIのみが歌唱している[10]。
14. Baby Dancer / Home Grown Remix
15. 作詞:KREVA,K.Kanishiro 編曲:TANCO
  - ボーナス・トラック。

## その他
L-VOKALが2013年に発売したアルバム『別人Lボーカル』は本作のオマージュであり、トータルプロデュースをKREVAが担当している。